# El árbol de las brujas
El árbol de las brujas (título original en inglés:The Halloween Tree, literalmente traducido como: "El árbol de Halloween) es una novela de 1972 de género fantástico del escritor norteamericano Ray Bradbury.

## Resumen de la trama
Un grupo de ocho muchachos se dispone a practicar dulce o truco en Halloween, solo para descubrir que un amigo, Pipkin, se ha lanzado a un viaje que podría determinar si vive o muere. Con la ayuda de un misterioso personaje llamado Mortajosario (Moundshroud), persiguen a su amigo a través del tiempo y el espacio, pasando por el antiguo Egipto, antigua Grecia, antigua Roma, los druidas celtas, la catedral de Notre Dame en el París medieval y el Día de los Muertos en México. En el camino aprenden los orígenes de las fiestas que se celebran y el papel que el miedo a la muerte, los fantasmas y estos sitios desempeñaron en el desarrollo de las civilizaciones.

## Contexto
La novela se originó en 1967 como guion de una colaboración finalmente no producida con el animador Chuck Jones. En 1992 Bradbury escribió y narró una versión animada de la novela para televisión, por lo que ganó un premio Emmy. En 2005 se publicó un libro con los «textos preferidos del autor», compilado y editado por Donn Albright. La edición incluye los guiones de 1967 y 1992. Está dedicado a Man'Ha Dombasle (1898-1999), una escritora y traductora francesa que fue la abuela materna de la actriz y cantante Arielle Dombasle y esposa de Maurice Garreau-Dombasle, embajador francés en México.  

## Ilustraciones
La novela fue ilustrada por Joe Mugnaini, uno de los muchos colaboradores de Bradbury. Mugnaini ilustró muchas novelas de Bradbury, quien poseía varias obras de arte hechas por el artista.

## Adaptación
En 1993 Hanna-Barbera produjo una película para televisión con el mismo título, basada en el libro de Bradbury. Ganó un premio Emmy en 1994.
Argumento película
En un pequeño pueblo del Medio Oeste de Estados Unidos un grupo de amigos conformado por Tom, Ralph, Wally y Jenny visten animadamente sus disfraces para celebrar su festividad favorita del año: la noche de halloween. 
Jenny se disfraza de bruja, Ralph de momia, Wally de monstruo y Tom de esqueleto. Todos se apresuran para encontrarse y dar inicio al "dulce o truco", pero estos se extrañan en cuanto el último y más popular miembro del grupo, Joe Pipkin, no aparece. Creyendo que se trata de una posible broma por parte de Pip, los cuatro niños se dirigen a su casa para sorprenderlo, pero al llegar son ellos quienes se encuentran con la sorpresa que todos los adornos de octubre han sido retirados de la casa y Pip es ingresado en una ambulancia marchándose rápidamente.
Jenny advierte a sus amigos que en la puerta se halla una nota. En ella, Pip les anuncia que debido a una repentina apendicitis ha tenido que ser trasladado de emergencia al hospital y les pide celebrar la noche de brujas sin él. Ralph se lamenta diciendo que la noche de halloween no será lo mismo sin Pip, por lo cual Tom propone ir al hospital por medio de un atajo. Wally, el más temeroso del grupo, se rehúsa a aceptar la idea pero Tom lo anima al seguir las últimas palabras de Pip en su nota: "En sus marcas, listos, ¡fuera!".
Los niños lo siguen rápidamente, pero Jenny en un afán de adelantarlos en su bicicleta está a punto de caer por el precipicio siendo rescatada por Tom. Así, se dan cuenta de que han llegado al atajo hacia el hospital el cual colinda con un bosque lúgubre y pantanoso. Mientras Ralph pregunta a Tom si esa es la única opción de llegar al hospital, Tom ve a Pip correr rápidamente en medio del bosque ante la extrañeza de Wally quien dice que luce algo transparente. Ralph se lo adjudica a la luz de la luna al tiempo que Tom le grita a Pip desde la distancia. De esta manera, los chicos creen que todo se ha tratado de un truco por parte de Pip y se internan en el bosque para perseguir a su amigo. El bosque es tenebroso y oscuro. Mientras Ralph corre, una rama que parece ser una mano lo atrapa por lo cual debe ser ayudado por el asustado Wally, mientras Jenny pedalea a toda prisa.
Los cuatro amigos abandonan el tenebroso bosque para encontrarse con una inmensa mansión oscura a la distancia, hecha de mármol negro y con una cantidad numerosa de chimeneas dando la impresión de un castillo embrujado. 
Convencido de que todo se trata de una broma de Pip, Tom anima a sus amigos para seguirle el juego y pedir dulces en aquella casa. Al pisar el primer escalón, Tom se percata que las tablas parecen temblar bajo sus pies y emiten además una melodía macabra. No obstante, Jenny vuelve a animar al grupo cantando las palabras de Pip: "En sus marcas, listos, ¡fuera!" y todos suben juntos. Al llegar a la puerta principal, los niños se encuentran con un timbre en forma de anciana tenebrosa y comienzan a disputarse quién se anima a llamar a la puerta. 
Jenny cansada de la actitud de sus amigos se dirige a tocarlo ella, pero en cuanto lo hace se escucha un horrible sonido que hace temblar toda la casa destruyendo parte del entablado y las escaleras. Las puertas se abren de golpe y una tenebrosa voz dice: "¡Entren!" Seguido de esto, un inmenso remolino impacta a los niños haciéndolos volar y aterrizar dentro de la casa mientras la puerta se cierra tras ellos. 
Saliendo de la oscuridad, aparece un misterioso anciano quien enojado les pregunta por qué han venido a molestarlo. Los niños asustados le mienten diciendo que han ido con la excusa de pedir dulces, pero el anciano los inquiere si esa en realidad es la razón por la que han ido. Así, Tom le dice que creen que su amigo Pip se ha dirigido a ese lugar. El hombre les pregunta a los niños la razón de sus disfraces y ante el desconocimiento de estos, el anciano se muestra colérico al ver que los niños no saben el significado de ellos. Entonces el anciano se presenta como Carapace Clavicle Moundshroud (Cara pálida Clavícula Moundsroud) y ante un trueno, Wally tropieza con una silla de la cual sale Pip con aspecto de fantasma. 
Pip sale corriendo y los cuatro amigos se van tras él. Al llegar al final de la casa, se topan con un inmenso árbol lleno de miles de calabazas con distintas caras talladas en cada una. Pip se dirige al árbol y comienza a escalarlo. El Señor Moundsroud le grita que no lo haga secundado por sus amigos en vista que puede caer. 
Entre tanto, los niños se dan cuenta de que la calabaza que cuelga en lo más alto tiene tallada la misma cara de Pip. Pip consigue llegar a lo alto del árbol tomando la calabaza ante la molestia del Señor Moundsroud quien le reclama que esta le pertenece. Tras tenerla en su poder, Pip sorpresivamente da un salto y cae sobre un cúmulo de hojas secas. El Señor Moundsroud molesto provoca una ráfaga de viento que hace volar a Pip mientras este da gritos de auxilio. 
Al alejarse cada vez más, los niños le exigen al anciano decirles a dónde se llevó a Pip. El Señor Moundsroud les dice que se ha ido hacia la "nación desconocida" y le tomará mucho tiempo dar con él. Tom se ofrece ayudarlo junto con sus amigos para recuperar a Pip. Aunque al principio el Señor Moundsroud se muestra reacio termina por aceptar indicándoles a los niños que harán un viaje largo antes del amanecer para que estos recuperen a su amigo y él su calabaza. 
Así, el Señor Moundsroud se dirige con los niños a un establo aledaño a la mansión donde descubren una cantidad de carteles de circo que parecen tener vida propia y construyen una cometa con ellos. De este modo, aterrizan en el Antiguo Egipto donde también se está celebrando el Día de muertos. Mientras el grupo camina por el pueblo buscando a Pip, los niños se percatan que una cantidad de fantasmas se pasean por la aldea bebiendo y comiendo de recipientes servidos en las puertas de las casas. Ralph sorprende a Pip en una de las puertas y este para escapar se interna en una de las casas. Al entrar, son vistos por la dueña quien los invita a pasar a comer. La mujer les sirve un plato de comida que desagrada a los niños y se lo van pasando. Wally, al ser el último, pasa el plato a la siguiente persona pero lleno de terror se da cuenta de que junto a él está sentado un cadáver de un anciano. Asustado pregunta quién es él y la mujer le indica que es su bisabuelo quien murió hace 65 años pero una vez al año, específicamente el Día de muertos, lo invitan a cenar en la mesa con ellos. Wally por la impresión tropieza con uno de los jarrones de la casa de donde sale Pip huyendo. 
El grupo corre tras él y terminan llegando a lo que parece ser un cementerio egipcio. De repente una gaza que emerge del interior toma violentamente a Ralph y lo dirige hacia el interior del lugar mientras suplica ayuda a sus amigos. Ralph llega a un cuarto donde se topa con una tumba egipcia que le habla. Así, se da cuenta de que es el Señor Moundsroud en forma de momia quien le cuenta que los egipcios vestían de gaza a los muertos para prepararlos a la vida eterna, ya que emulaban con esa vestimenta el capullo de una mariposa, creyendo que después de la muerte venía algo mejor. Al mismo tiempo, el Señor Moundsroud le indica que quizás ya es tarde para Pip pues lo están envolviendo en vendajes de momia, por lo cual Ralph decidido se lanza a su rescate encontrándose con una tumba con la réplica del rostro de Pip y lucha para abrir el cofre. Justo en ese momento llegan las personas para embalsamarlo y Ralph lo impide asustándolos haciéndose pasar por una momia viviente con su disfraz. El cofre se abre por el impacto al caer al suelo liberando así a Pip. El Señor Moundsroud, sin embargo, le dice a Pip que debe acatar "la reunión que tenían" y Pip consigue escapar de él una vez más con el poder que le otorga su calabaza y una ráfaga de viento. 
Guiados por el viento y la capa del Señor Moundsroud, el grupo llega a Nueva Inglaterra durante la Edad Media donde el Señor Moundsroud les explica que durante esa época se creía que quienes morían durante el año, se convertían en bestias o gatos negros. Los niños perciben a Pip como una sombra y luego lo ven convertido en gato. Jenny trata de alcanzarlo pero este escapa de sus manos. A lo lejos escuchan entonces la tala de unos árboles y descubren a la comunidad haciendo escobas. Animada por el Señor Moundsroud, Jenny toma una de las escobas la cual repentinamente la hace volar, al igual que a los niños. Estos llegan a los antiguos campos celtas donde observan a un grupo de brujas pregonando conjuros. Jenny pregunta si anteriormente había brujas y luego de unas imprecisiones del Señor Moundsroud, este le explica que en la antigüedad, muchas mujeres eran llamadas brujas por el conocimiento adicional o a la información al que una mujer "normal" tenía en aquella época. En ese momento, llega una comunidad enardecida quemando a las brujas, por lo cual el grupo debe huir del lugar. Alzando el vuelo, Jenny ve a Pip en una escoba pero, por intentar recuperar su calabaza, el Señor Moundsroud provoca que Pip caiga de le escoba pero Jenny lo alcanza a tomar de la mano. No obstante, Pip vuelve a salirse con la suya y volando con gran velocidad grita a sus amigos: "¡En sus marcas, listos, ¡fuera!".
Jenny entonces grita que lo sigan y llegan a Francia topándose con la Catedral de Notre Dame apenas construida. Pip les grita a sus amigos que lo ayuden desde lo alto, pero Tom cuestiona como llegarán hasta allá, por lo cual el Señor Moundsroud les propone construir la catedral con los pies hasta la torre más alta donde se halla Pip. Los niños creyendo que es absurdo comienzan a subir lo poco que hay construido y comienzan a experimentar que a medida que caminan, los ladrillos van tomando la forma de sus pasos construyendo finalmente toda la catedral. Jenny animada grita que han construido Notre Dame pero Wally la corrige diciéndole que no puede ser Notre Dame al faltar las gárgolas y monstruos. En ese momento, el Señor Moundsroud interviene diciendo que los monstruos representan los temores y las pesadillas. Al Wally darse cuenta de que él es el "único monstruo viviente", llama a los monstruos para que la catedral finalmente esté terminada. Escuchan a lo lejos un lamento de Pip y se dan cuenta de que ha sido convertido en gárgola. Wally se trepa para ayudarlo, pero Pip se muestra débil explicándole que está cerca de morir. Wally, aferrándose a la calabaza, logra desprenderla por su peso y con ello consigue liberar a Pip, quien se escapa nuevamente mientras sus amigos van tras él subidos en gárgolas voladoras. 
Alzando el vuelo consiguen llegar a su próximo destino: México. Tom ve un grupo de gente caminando vestidos con máscaras de calaberas y pregunta hacia dónde se dirigen. El Señor Moundsroud le explica que se dirigen al cementerio en vista que es noche de muertos en México. Tom extrañado dice que nadie va al cementerio en noche de brujas. 
Tras las gárgolas descontrolarse, los niños aterrizan en un cementerio encontrándose con el Señor Moundsroud disfrazado de vendedor de calaberas de azúcar con sus nombres tallados y los comen. Luego vuelan hacia un cementerio donde el Señor Moundsroud avisa que la noche está a punto de culminar y ha llegado la hora de terminar la diversión. En puertas de una tumba, el Señor Moundsroud da indicación a los niños de encontrar a Pip y entregarle la calabaza. Al entrar al lugar, Tom encuentra a Pip atrapado en una red de telaraña donde Pip le dice que le queda poco tiempo. Tom le ruega que haga un último esfuerzo. El Señor Moundsroud aparece cuestionando nuevamente a Tom del porqué de su traje de esqueleto y Tom sigue creyendo que es por su apellido "Skeleton". Sin embargo, luego termina por darse cuenta de que al enfrentarse directamente con la muerte perderá el poder que esta tiene sobre él y va en busca de Pip enfrentándose a diversos cadáveres que se cruzan en su camino. Finalmente, consigue llegar a Pip pero este desaparece frente a él muriendo. El Señor Moundsroud toma la calabaza que le pertenece mientras los niños decepcionados lo cuestionan señalándole que había prometido salvar la vida de Pip si resolvían todos los misterios de la noche. El Señor Moundsroud les dice que hay deudas que se deben pagar y decepcionados aceptan su derrota en salvar a su amigo. 
Mientras se alejan, Tom repentinamente cambia de parecer y ofrece el último año de su vida a cambio de la vida de Pip. Sus amigos impresionados por su valentía, ofrecen también el último año de sus vidas. Dándose cuenta del valor que representa, el Señor Moundsroud acepta el acuerdo de los niños y como forma de cerrar el trato, les da una calavera de azúcar con el nombre de Pip y la parte en bocados iguales para que los niños los coman dando así fin a su viaje.
Con una ráfaga de viento, los niños regresan a la mansión del Señor Moundsroud, mientras este les agradece por la aventura que han tenido y les recuerda lo que aprendieron sobre el verdadero significado de Halloween, al igual que el de sus disfraces. A lo lejos escuchan el último campanazo de la media noche y el Señor Moundsroud les dice que se apresuren a buscar a su amigo. 
Los cuatro niños se dirigen a toda prisa a la casa de Pip y se encuentran con su calabaza alumbrando en el porche. Pip aparece desde la ventana de su cuarto saludando a sus amigos, comprobando así que se ha salvado. Pip les cuenta que estuvo a punto de morir por la apendicitis y les agradece por todo lo que hicieron. Los niños conmovidos le  dicen que no tiene nada qué agradecer pues no hicieron nada. No obstante, Pip narra un breve recorrido del viaje de cuatro mil años atrás que hicieron, develándose que estuvo presente todo el tiempo. Los amigos finalmente se despiden y se dirigen a sus casas, mientras en la mansión del Señor Moundsroud se ve una calabaza en la copa del árbol exactamente igual a Moundsroud y este desaparece con el viento llevándose todas las calabazas del árbol, menos la de Pip ya que el poder de la amistad logró salvarla.

## Disneylandia
El 31 de octubre de 2007 Bradbury asistió a la presentación del árbol de Halloween en Disneylandia de California, incluido como parte de la decoración del parque.